# 3,4-二溴苯胺
3,4-二溴苯胺是一种有机溴化合物，化学式为C6H5Br2N，它可由3-溴苯胺的溴化或3,4-二溴硝基苯还原制得。
它和亚硝酸钠、盐酸反应，经次磷酸还原后可以得到1,2-二溴苯。